# وست دکاتور (پنیسلوانیا)
وست دکاتور (به انگلیسی: West Decatur) یک منطقهٔ مسکونی در ایالات متحده آمریکا است که در شهرستان کلیرفیلد، پنسیلوانیا واقع شده‌است. وست دکاتور ۳٫۶ کیلومتر مربع مساحت و ۵۳۳ نفر جمعیت دارد و ۴۷۲٫۴۵ متر بالاتر از سطح دریا واقع شده‌است.